# Национално знаме на Камерун
Националното знаме на Камерун се състои от 3 вертикално разположени ивици – зелена, червена и жълта. По средата на червената ивица има жълта 5-връхна звезда.
Създадено е на 20 май 1975 г., когато Камерун става унитарна република. Знамето е създадено по образец на френското (страната е колония на Франция до 1 януари 1960 г.
Символизъм на цветовете:
- червен – единство (звездата – звезда на единството);
- жълт – слънцето и саваните;
- зелен – горите (в Южен Камерун).

Първото знаме на страната е почти същото, но липсва звездата. От 1961 до 1975 г. на знамето на Камерун има две звезди (на зеления цвят).

## Знаме през годините
- (1884 – 1916)
- (1922 – 1957)
- (1957 – 1961)
- (1961 – 1975)

| Портал | Портал „Африка“ съдържа още много статии, свързани с Африка. Можете да се включите към Уикипроект „Африка“. |